# Regola di Laporte
La regola di Laporte è una regola di selezione spettroscopica che vale solo per atomi e molecole centrosimmetriche (cioè che possiedono un centro di simmetria i). La regola prende il nome dal fisico Otto Laporte, e stabilisce che sono proibite le transizioni elettroniche che conservano la parità rispetto al centro di simmetria, cioè quando le funzioni d'onda dello stato iniziale e finale sono entrambe simmetriche (g, pari dal tedesco gerade) o entrambe antisimmetriche (u, dispari dal tedesco ungerade). Quindi in molecole con centro di simmetria le transizioni g → g e u → u sono proibite perché la parità è conservata, mentre sono permesse le transizioni g → u e u → g dove la parità cambia.
Una classe importante di molecole cui applicare la regola di Laporte è quella dei complessi dei metalli di transizione. I complessi ottaedrici hanno centro di simmetria e quindi la regola di Laporte stabilisce che le transizioni elettroniche d → d siano proibite. Nella realtà nello spettro di assorbimento di questi complessi le transizioni d → d si osservano con bassa intensità, cioè non risultano totalmente proibite, ma poco probabili. Questo succede dato che il centro di simmetria del complesso non è sempre rigorosamente conservato. Ciò può essere dovuto a vari motivi come la presenza di distorsioni dovute all'effetto Jahn-Teller, o la presenza di vibrazioni non simmetriche o di accoppiamento vibronico. I complessi tetraedrici non hanno invece centro di simmetria, per cui la regola di Laporte perde validità e le transizioni d → d si osservano con intensità maggiore.
|  |  |